# گراند زالونه
گراند زالونه (به لهستانی:  Grądy Zalewne) یک روستا در لهستان است که در گمینا دووگوشودوو واقع شده‌است.